# Lac Algonquin
Le lac Algonquin est un lac situé dans la municipalité de Sainte-Rose-de-Watford, dans la municipalité régionale de comté des Etchemins, dans la région administrative de la Chaudière-Appalaches, au Québec, au Canada.

## Géographie
Ce lac constitue la source de la Décharge du Lac Algonquin à Sainte-Rose-de-Watford, laquelle rejoint ensuite le ruisseau du Brûlé, puis la rivière Veilleux et la rivière Famine qui se jette ensuite dans la rivière Chaudière à Saint-Georges. Cette dernière se déverse sur la rive sud du Fleuve Saint-Laurent.

## Toponymie
L'origine du toponyme est inconnu de la commission de toponymie du Québec, le nom étant officialisé depuis le 17 août 1971. Avant cette date, le lac portait le nom de lac Famine.